# Lista regilor longobarzi

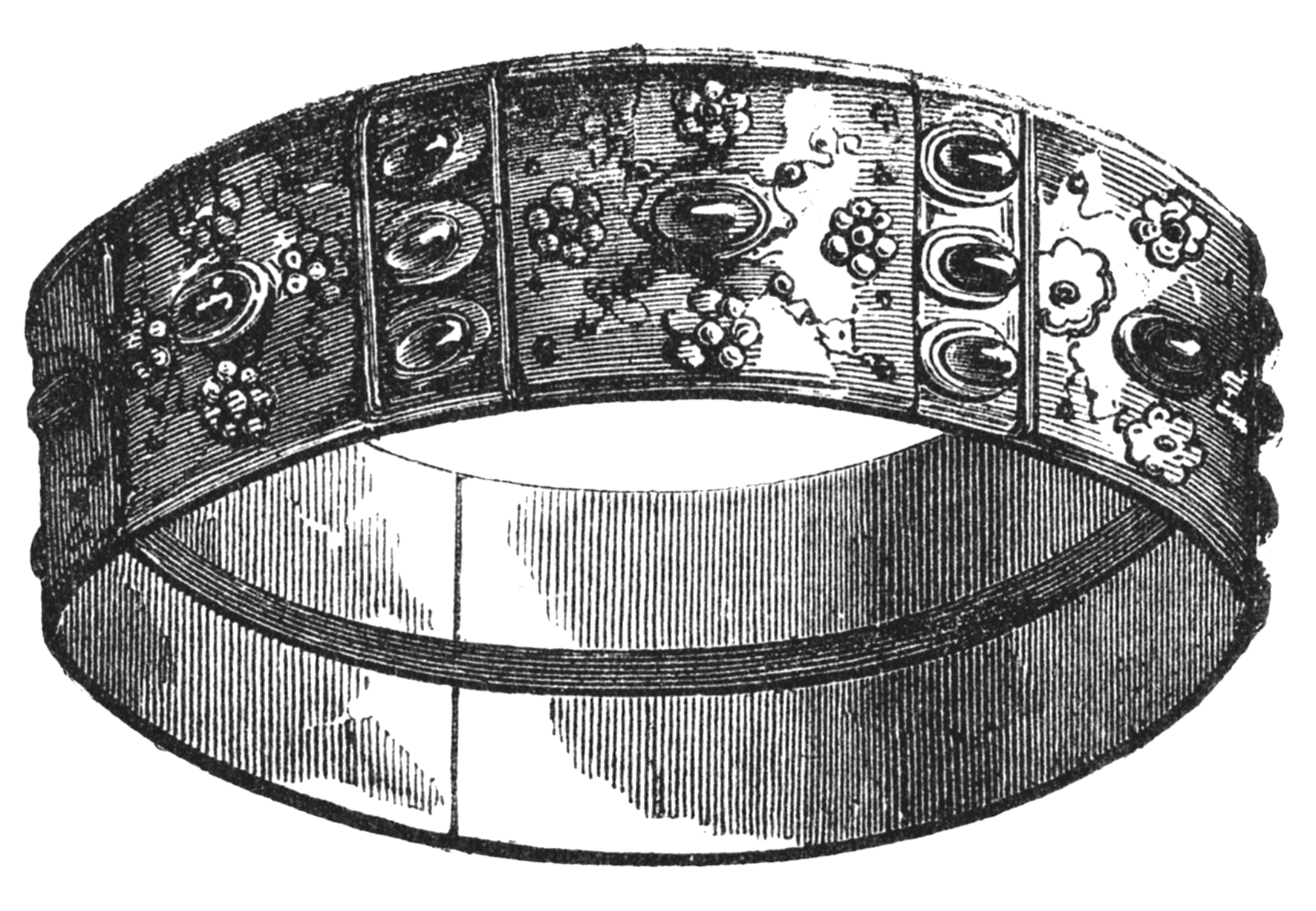
Coroana de fier a regilor longobarzi.

Regii longobarzilor (reges Langobardorum) (singular, rex Langobardorum) au condus tribul germanic al longobarzilor de la începutul secolului al VI-lea până la pierderea identității longobarde în secolele al IX-lea și al X-lea. După anul 568, regii longobarzi au început să se autointituleze uneori ca regi ai Italiei (rex totius Italiae). După 774, titlul le-a fost preluat de către franci, ca urmare a cuceririi regatului de către Carol cel Mare, care a devenit rege al francilor și longobarzilor, creând astfel o uniune personală. Coroana de fier a regilor longobarzi (Corona Ferrea) a fost utilizată pentru încoronarea regilor longobarzi și a regilor Italiei vreme de secole.
Sursele primare pentru regii longobarzi anterior cuceririi francilor sunt cronica anonimă din secolul al VII-lea intitulată Origo Gentis Langobardorum și scrierea lui Paul Diaconul, Historia Langobardorum, din secolul al VIII-lea. Regii cei mai timpurii (așa-numiții pre-Lethingi) enumerați în Origo sunt aproape sigur legendari. Ei ar fi domnit în perioada migrațiilor popoarelor. Primul conducător independent atestat de către tradiția longobardă a fost Tato. 

## Conducători timpurii

### Conducători legendari
- Sceafa sau Shava
- Agelmund
- Lamissio
- Ybor și Agio, frați, împreună cu mama lor, Gambara, care a condus emigrația dinspre Scandinavia
- Agilmund, fiul lui Agio
- Laiamicho

### Dinastia Lethingilor
- Lethuc (cca. 400), ar fi guvernat vreme de 40 de ani.
- Aldihoc (jumătatea secolului al V-lea)
- Godehoc (cca. 480), a condus pe logonarzi în teritoriul actual al Austriei
- Claffo (cca. 500)
- Tato (începutul secolului al VI-lea, d. probabil în 510)
- Wacho (510–539)
- Waltari (539–546), fiul lui Wacho

### Dinastia Gausiană
- Audoin (546–565), a condus pe longobarzi în Pannonia

## Regi longobarzi înItalia
- vezi și Regatul longobard și Regatul Italiei medievale

### Dinastia Gausiană
- Alboin (565 - 572)

### Regi non-dinastici
- Cleph (572 - 574)
- 10 ani de interregnum
- Authari (584 - 590)
- Agilulf (591 - cca. 616)

### Dinastia bavareză
- Adaloald (cca. 616 - c. 626)

### Rege non-dinastic
- Arioald (cca. 626 - 636)

### Harodingienii
- Rothari (636 - 652)
- Rodoald (652 - 653)

### Dinastia bavareză, restaurată
- Aripert I (653 - 661)
- Perctarit și Godepert (661 - 662)

### Dinastia deBenevento
- Grimoald I (662 - 671) (de asemenea duce de Benevento, 651-662)
- Garibald (671)

### Dinastia bavareză, restaurată
- Perctarit (671 - 688) (revenit din exil)
- Alagis (688 - 689), uzurpator (de asemenea duce de Trento)
- Cunincpert (688 - 700)
- Liutpert (700 - 701)
- Raginpert (701)
- Liutpert (701-702), restaurat
- Aripert al II-lea (702 - 712)

### Regi non-dinastici
- Ansprand (712)
- Liutprand (712 - 744)
- Hildeprand (744)
- Ratchis (744 - 749) (de asemenea, duce de Friuli, 739-744 și duce de Spoleto, 756-757)
- Aistulf (749 - 756) (de asemenea, duce de Friuli, 744-749 și duce de Spoleto, 752-756)
- Desiderius (756 - 774) (de asemenea, duce de Spoleto, 758-759)

### Dinastia carolingiană
- Carol cel Mare (774-781)
- Pepin (781-810)
- Bernard (810-818)
- Lothar I (818-839)
- Ludovic al II-lea (839–875)

Titlul de rex Langobardorum, devenit sinonim cu cel de rex Italiae, a mai durat multă vreme în Evul mediu. Vezi Regatul Italiei medievale..